# Iglesia y Convento de Nuestra Señora del Monte Carmelo
La Iglesia y Convento de Nuestra Señora del Monte Carmelo (en portugués: Igreja e Convento de Nossa Senhora do Carmo) es un complejo monumental localizado en la capital del país africano de Angola. Construido en el siglo XVII, por misioneros carmelitas, es considerado el monumento más importante de la arquitectura religiosa en Angola, dada la calidad y grado de conservación de la estructura y su decoración. Actualmente la iglesia se encuentra en buen estado de conservación, mientas que el convento esta, en gran parte, en ruinas.